# Карстен Кобс
Карстен Кобс (нім. Karsten Kobs; нар. 16 вересня 1971) — німецький метальник молота.
До возз'єднання Німеччини на міжнародних змаганнях представляв Західну Німеччину.

## Спортивні досягнення
Фіналіст (7-е місце) олімпійських змагань з метання молота (2004). На двох інших Олімпіадах (1996, 2000) не зміг подолати кваліфікаційний раунд у метанні молота.
Чемпіон світу з метання молота (1999). Фіналіст (9-е місце) змагань з метання молота на чемпіонаті світу в Афінах (1997).
Був третім в метанні молота на Кубку світу (2002).
Фіналіст (4-е місце) чемпіонату світу серед юніорів з метання молота (1990).
Бронзовий призер чемпіонату Європи з метання молота (1998). Фіналіст змагань з метання молота на двох інших чемпіонатах Європи — 8-е місце у 2006 та 10-е місце у 1994.
Переможець двох Кубків Європи з метання молота (1996, 2003). Ще тричі був третім у метання молота на Кубках Європи (1995, 1999, 2000).
Переможець Європейського виклику із зимових метань у командному заліку (2003).
Фіналіст (10-е місце) чемпіонату Європи серед юніорів з метання молота (1989).
Чемпіон Німеччини з метання молота (1996, 1999, 2000, 2001, 2002, 2003, 2004, 2005).